# Amal (entreprise)
Pour les articles homonymes, voir Amal.
Amal était une société d'ingénierie britannique basée à Birmingham, en Angleterre, qui commercialisait des accessoires pour motos et les fabricants de petits moteurs industriels entre 1927 et 1993.

## Description
Amal est une marque de carburateurs fournisseur pour de nombreuses marques britanniques de motos y compris BSA et AMC, ainsi que pour des producteurs de petits moteurs industriels.

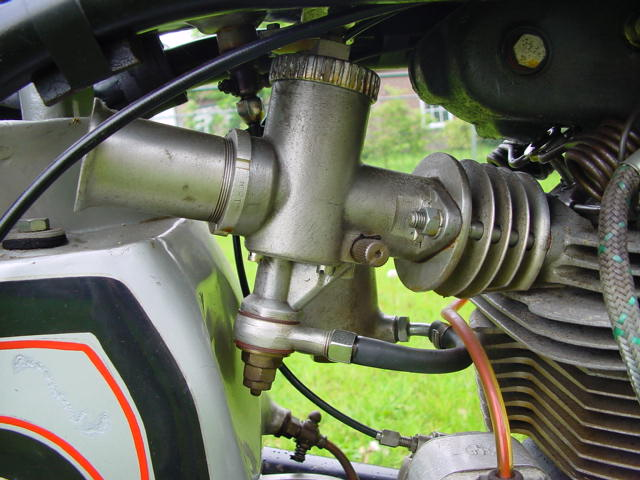
Amal TT sur une Norton Manx 1955

Les principaux types de carburateurs couramment associés à Amal sont les carburateurs pour motos à glissière. Historiquement on distinguait deux types : le monobloc avec chambre flottante intégrée et décalée et le concentric, développement ultérieur avec la chambre du flotteur repositionnée directement sous le corps et le piston. D'autres types de carburateurs moins courants GP et TT, étaient principalement destinés aux machines de compétitions sur route et d'autres utilisations en compétition. Ils étaient utilisés sur des machines routières haute performance telles que les BSA Gold Star, BSA Spitfire, Norton Manx et Velocette Thruxton.
Via une filiale, Lozells Engineering, Amal a également produit des guidons et des leviers de commande pour l'industrie de la moto, des poignées d'accélérateur, des câbles et fils, ainsi que de la graisse de silicone ICI. Tous les composants chromés Amal étaient fabriqués avec la mention « Nickel Chromium Plating, British Standard Approved (nickelage chrome, approuvé selon la norme britannique) ».
Les leviers en alliage léger d'Amal avec dispositifs de réglage à encliquetage, les freins type 509/001 et l'embrayage type 509/002 furent repris par BSA et commercialisés sous la marque d'accessoires Motoplas à partir de 1967, Doherty reprenant la production des leviers traditionnels en acier chromé.
Avec le déclin de l'industrie britannique de la moto, l'utilisation des carburateurs Amal diminua. Néanmoins ils furent toujours produits par des propriétaires successifs différents comme pièces de rechange pour le marché des véhicules classiques.

## Carburateurs

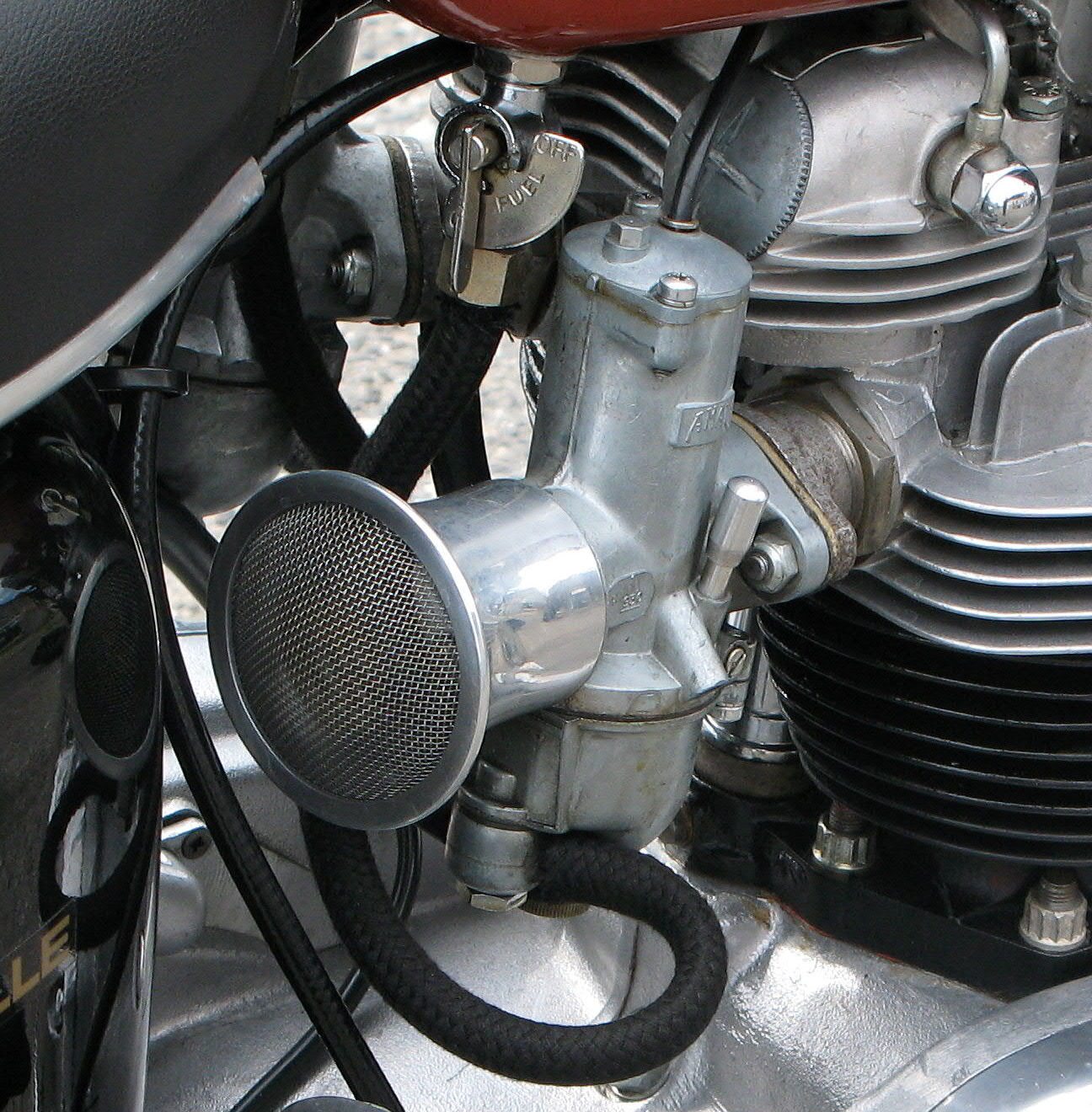
Doubles carburateurs concentriques Amal, montés sur une Triumph Bonneville, le second étant visible à l'arrière

Outre les carburateurs pour les applications légères telles que les types 308 et 355 pour les vélomoteur à pédales, Amal produisait historiquement trois types de carburateurs populaires :
- « Standard » montés jusqu'en 1955,
- « Monobloc » montés à partir de 1955,
- « Concentrique » montés à partir de 1967[3].

Les séries les plus anciennes 76 et 276 (série Amal « Standard ») peuvent être à fixation par broche ou par bride avec des vis de réglage sur les côtés gauche ou droit du corps du carburateur. Les tailles d'alésage disponibles sont de 15/16", 1" et 1 1/16" de diamètre.
Le carburateur de type 276 est, dans presque tous ses aspects, identique à la version 76, sauf que l'air de l'émulseur principal arrive par le filtre à air tandis que le carburateur 76 utilise de l'air non filtré. Les types 76 sont construits en zinc moulé sous pression et ont été introduits au début des années 1930. Ils remplaçaient les séries 6 précédentes, qui étaient en bronze mais fondamentalement de même conception. Le type 276 a été introduit en 1940 dans le but d'améliorer la durabilité du carburateur dans des environnements poussiéreux et sales.
Dans la même gamme de conception on trouvait les types 4 et 5 avec des alésages plus petits et le type 29 avec des alésages plus grands. Ceux-ci ont été remplacés par les types 74, 75 et 89 puis, plus tard, par les types 274, 275 et 289.
Le type Monobloc fut disponible à partir de 1955 avec les désignations 375, 376 et 389.
Le modèle Concentric plus moderne, développé et introduit pour l'année modèle 1967, fut initialement désigné 600 et 900. La série 600 avait des tailles d'alésage de 22, 24 et 26 mm, respectivement désignés sous les noms 622, 624 et 626. De même, la série 900 avec des alésages de 28, 30 et 32 mm, était respectivement connue comme 928, 930 et 932.
Le modèle 32 mm était légèrement plus grand que tous les autres monoblocs précédents, mais tous avaient une embase avec des trous de goujon de deux pouces situés au centre.
La conception concentrique avec la chambre du flotteur non saillante était à la fois plus mince et plus courte, permettant un montage plus facile sur les culasses à deux entrées. Les carburateurs côté gauche et droit pouvaient être fabriqués à partir du même moulage sous pression, et sa conception était compatible avec 40 degrés de tirage vers le bas.
Trois variantes ont été produites : Mk1, Mk1.5 et Mk2.

## Histoire
La société AMAL fut créée à la fin des années 1920 lorsque trois fabricants (Amac, Brown & Barlow et Binks) fusionnèrent pour fabriquer des carburateurs et des produits associés sous le nom de Amalgamated Carburetters Ltd.
Le nom fut changé pour Amal Ltd en 1931. Par la suite, Amal fut partiellement détenue par IMI Group, et la gamme de produits fut élargie pour inclure guidons et commandes. Elle devint propriété complète de IMI au milieu des années 1960. Elle a ensuite été vendu après juin 1973 à Grosvenor Works Ltd de North London, un fournisseur de composants pour systèmes de carburant. Sous l'impulsion de Grosvenor, certaines des gammes obsolètes les plus populaires furent mises à jour.
En 2003, l'entreprise a été vendue à Burlen Fuel Systems Limited, une entreprise qui produit également les carburateurs SU, Solex et Zenith, trois autres gammes de carburateurs classiques.
Les carburateurs Amal ont été utilisés sur les voitures de course Cooper Formule 3 et les motos de course. Les Coopers équipées du moteur JAP 1 100 cm3 avec un ce type de carburateur étaient populaires dans les courses de côte et les sprints. Elle était utilisé par le champion des années 1960, David Boshier Jones.
Les carburateurs Amal ont également été largement montés sur les motos Anglaises des années 60-70, les motos de trial Espagnoles voire même certaines motos Allemandes de tout-terrain (la Sachs 50cc GS d'usine de Gino Perego était équipée d'un Amal spécial dont il était très satisfait). 